# Casteldelci
Casteldelci ist eine italienische Gemeinde (comune) mit 364 Einwohnern (Stand 31. Dezember 2023) in der Provinz Rimini in der Emilia-Romagna.

## Geographie

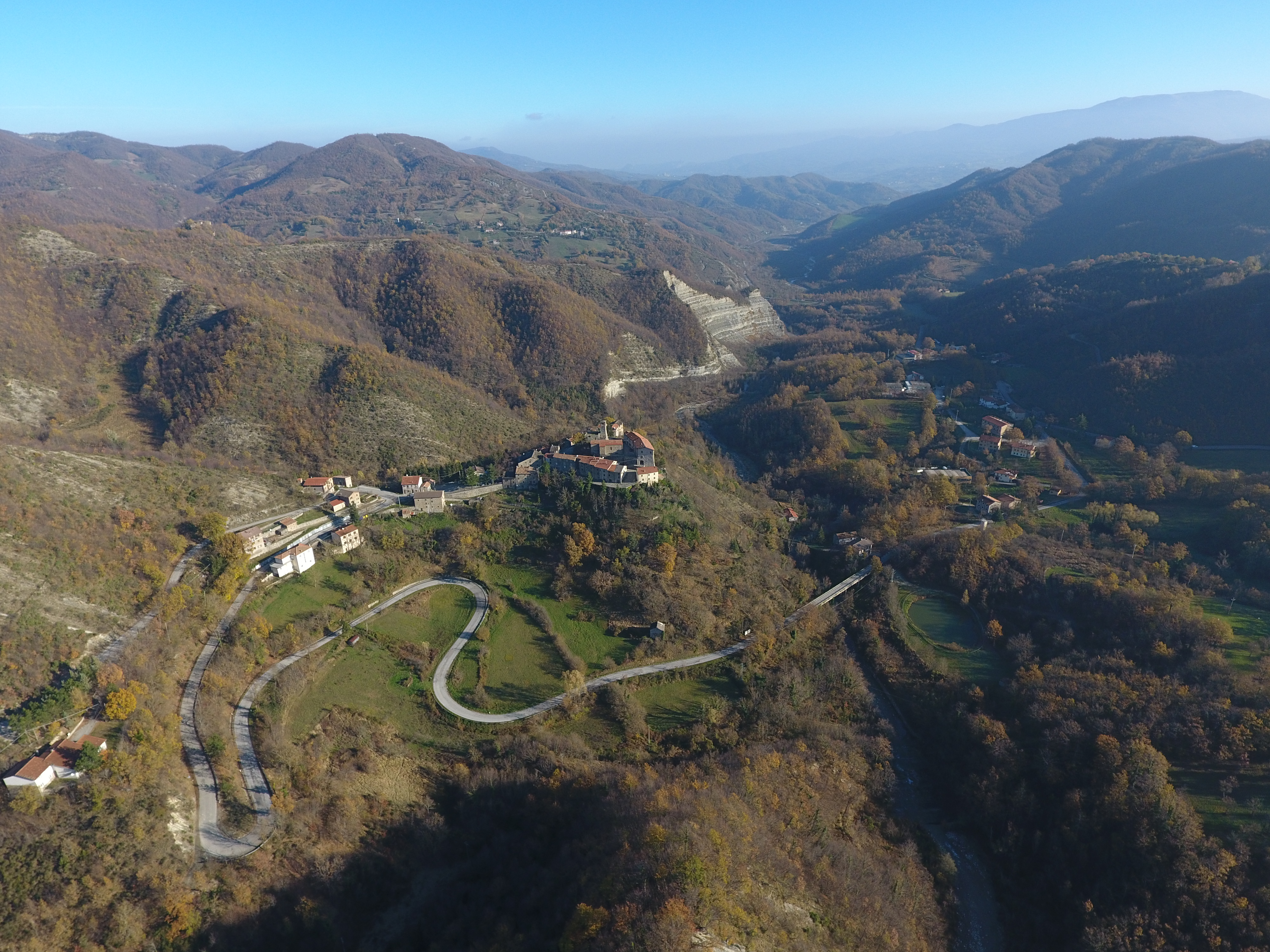
Lage von Casteldelci in der Valmarecchia (Marecchiatal)

Die Gemeinde liegt etwa 45 Kilometer südwestlich von Rimini, gehört zur Comunità Montana Alta Valmarecchia und grenzt an die Provinzen Arezzo (Toskana) und Forlì-Cesena. Seit 2009 ist die Gemeinde Teil der Provinz Rimini. Zuvor gehörte sie zur Provinz Pesaro und Urbino (Marken). Im Südosten begrenzt der Marecchia die Gemeinde.

## Geschichte
In dem Dorf Fragheto, welches heute zur Gemeinde Casteldelci gehört, wurden am 17. April 1944 bei einem Massaker der Wehrmacht 30 Personen, hauptsächlich Frauen und Kinder ermordet.

## Verkehr
Entlang des Marecchia führt die frühere Strada Statale 258 Marecchia (heute eine Provinzstraße) von Sansepolcro nach Rimini.

## Söhne und Töchter der Gemeinde
- Uguccione della Faggiola (1250–1319), Condottiere